# ノーブル・オートモーティブ
ノーブル・オートモーティブ（Noble Automotive Ltd. ）とは、スポーツカーのみを製造・販売するイギリスの自動車メーカーである。

## 歴史
1998年、それまでに様々なロードゴーイングカーの製作に携わっていたリー・ノーブルが自分でスポーツカーの開発を始めた。そのとき旅行代理店のオーナーでラリーのコ・ドライバーの経験もあるトニー・モイに目を掛けられ、M10の量産化を行うためノーブル・オートモーティブが設立された。現在もリーはデザインに携わっている。
2000年初めに発表されたM12 GTOが発表されるとノーブルの知名度は一気に上がり、年産20台程度の自社のバーウェル工場ではまかないきれなくなった。そこで北米向けにコブラレプリカを製作していたハイテック・オートモーティヴのジミー・プライスに協力を仰ぎ、南アフリカに生産拠点を得た。これで以前と比べて10倍の年産200台規模の生産力を持った。
イギリスのTVRと同じくスポーツカーを少量生産するメーカーであり、生産する自動車はレーシングカーに近い外観でスパルタンな雰囲気をもつ。当初はすべての車種で軽量なボディにフォード製のV型6気筒エンジンをミッドシップ搭載するという手法を採用していたが、現在は後述するようにヤマハなど他メーカーのエンジンも使用している。
シャシーは南アフリカ共和国ポート・エリザベスにあるハイテック・オートモーティヴが制作し、そのシャシーをノーブルの工場に送りエンジンやサスペンションを取り付けるという流れで生産を行う。
日本では2005年10月からオートトレーディングルフトジャパンが正規輸入元となり、2006年2月にイギリス大使館でM400を発表した。

## 車種

### M10
M10は1999年に発表された、ノーブル最初の車種。2シーターのオープンカーで、2.5L V6 自然吸気エンジンを搭載していた。後継車種はM12。

### M12

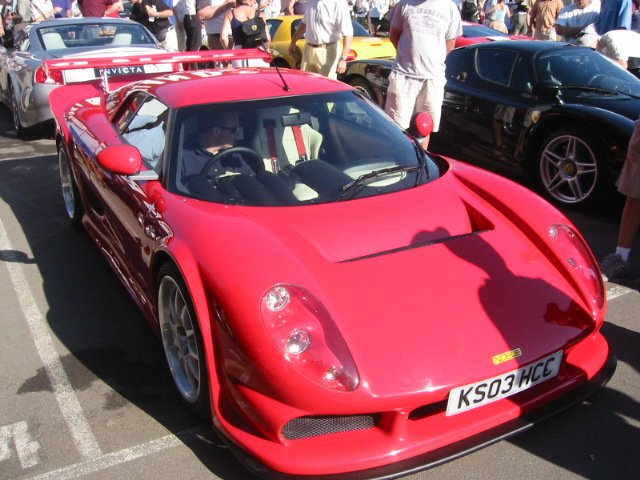
M12 GTO-3R

M12は2シーターのクーペで、「GTO」「GTO-3」「GTO-3R」の3バージョンが存在した。オープンモデル「M12 GTC」もモーターショーでは発表されたが、結局市販化には至らなかった。
エンジンはフォード製デュラテックV6エンジンをツインターボで過給したもので、「GTO」が2.5L、「GTO-3」「GTO-3R」が3.0L版を搭載。最高出力は310-352英馬力であった。
ボディにはスチール製のフレームや繊維強化プラスチックと貝殻の合成材を使用することで軽量化を図る一方、スチール製のロールケージを装着することでボディ剛性も強化している。

### M400

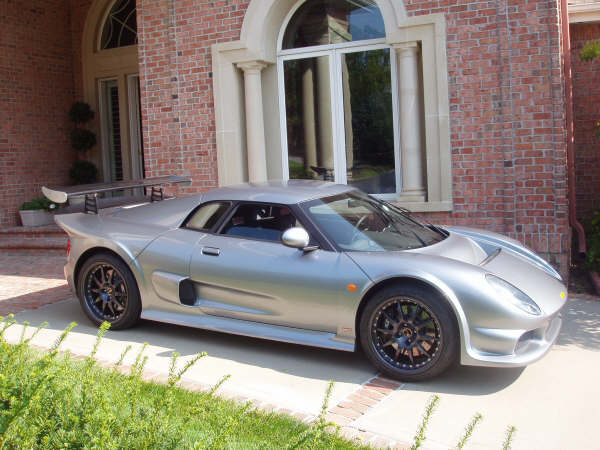
M400

M400はM12の改良型として2005年から製造されている2シーターのクーペ。搭載するエンジンはM12系と同じ3.0L デュラテックV6 ツインターボであるが、チューニングにより最高出力は425英馬力/6500rpm、最大トルクは54.0kgm/5000rpmまで高められている。また、パワーウエイトレシオが400英馬力/tであることから「M400」と名付けられた。
組み合わせられるトランスミッションはゲトラグ製の6速MT。車両重量はM12の「GTO3-R」と同じ1080kg。
公式ページには掲載されていないが、日本では2006年2月から現在までM15ではなくM400が販売されている。価格は1449万円。

### M15

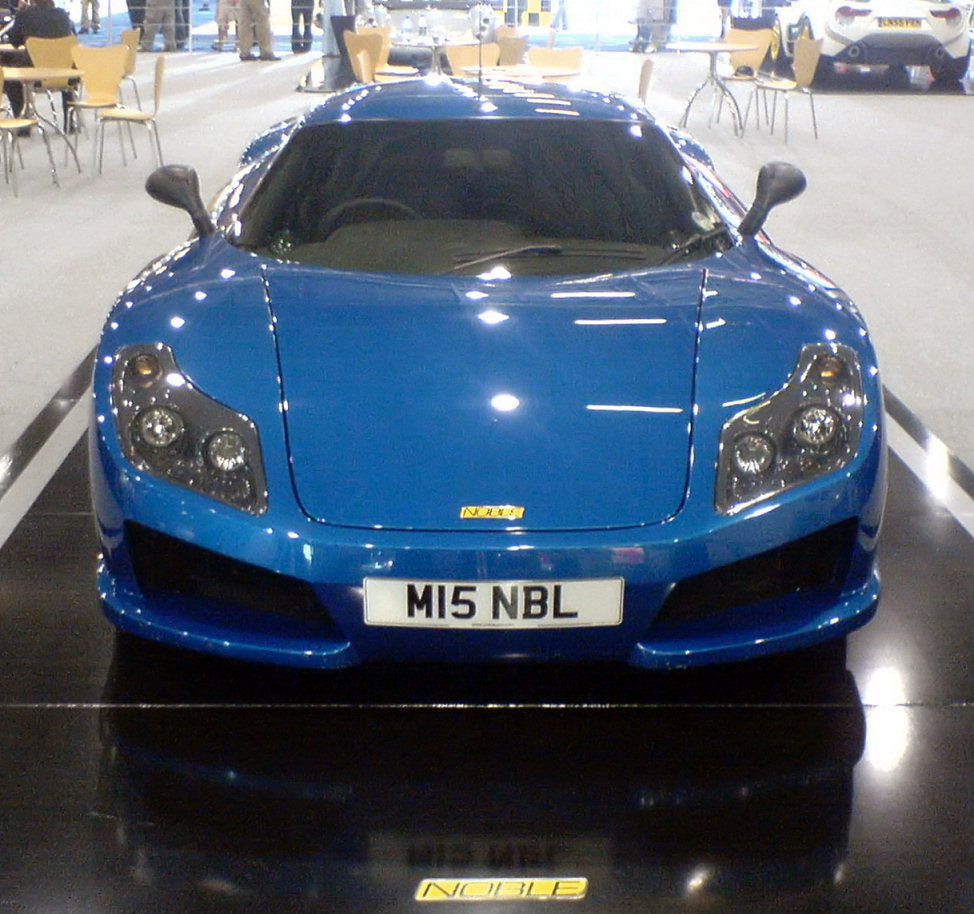
M15

M15は2004年の英国国際モーターショーに出展したコンセプトカーのM14を発展させる形で2006年に製造が開始された。純粋なレーシングモデルであったM12やM400に比べるとカーナビゲーションやパワーウィンドウ、TCS、ABSなどが標準で装備されるなど、グランツーリスモとしての性格も取り入れられている。
エンジンはM400と同じ3.0L デュラテックV6 ツインターボエンジンを搭載するが、最高出力は455英馬力まで向上。一方で各国の排気ガス規制に適応できるように改良されている。
M15からプラットフォームが一新され、各国の衝突安全基準を満たすことができるようにボディにはスチールとアルミニウム製のスペースフレームが採用された。

### M600
M600は2009年に発表されたスーパーカーである。最大出力の650英馬力仕様の公表スペックは、0-100km-3秒、最高速度は362km/hに達する。